# スーザン・エイシー
スーザン・カールトン・エイシー (Susan Carleton Athey、1970年11月29日 - )は、アメリカ合衆国のミクロ経済学者でありスタンフォード大学経営大学院の技術経済学教授。スタンフォードに異動する前は、ハーバード大学とマサチューセッツ工科大学の教授を務めていた。彼女はジョン・ベイツ・クラーク賞初の女性受賞者である。 

## 前半生と学歴
エイシーはボストン (マサチューセッツ州)で生まれ、ロックビル (メリーランド州)で育った。英語教師でフリーランス編集者のエリザベス・ヨハンソンと、物理学科の大学院生ホイット・エイシーが彼女の両親である。
1991年、16歳からデューク大学に通うと学部生としてエイシーは経済学、数学、コンピュータ科学の専攻3つを修めた。彼女は、夏季アルバイト（調達競売を通じて政府にパソコンを販売していた会社の入札準備を行う）中に経済学研究を始め、デューク大学教授で防衛調達を研究するボブ・マーシャルと競売関連の問題に取り組んだ。彼女はデューク大学で多くの活動に携わり、Chi Omega（米国の女子学生友愛クラブ）の出納係や、フィールドホッケークラブの会長を務めた。
1995年、24歳でスタンフォード経営大学院の博士号課程を卒業した。彼女の論文はポール・ミルグロムとドナルド・ジョン・ロバーツによる指導で書き上げられた。またエイシーはデューク大学から名誉博士号を取得した。
エイシーは、経済学者のグイド・インベンスと2002年に結婚している。

## 職歴

### 教職
エイシーの最初の職位はマサチューセッツ工科大学の助教授で、そこで彼女はスタンフォード大学経済学部に教授として戻る前の6年間教鞭を執り、さらに5年間Holbrook Working Chairを務めた。彼女はその後2012年までハーバード大学で経済学教授を務め、母校のスタンフォード大学経営大学院へと戻ってきた。

### 研究興味
エイシーは学部生時代にデューク大学で3つの専攻（経済学、数学、コンピュータ科学）を修めたため、経済学分野での問題を解決する道具としてプログラミングと統計を常に活用した。この背景もあって、エイシーはインターネットの経済学、ニュースメディアの経済学、インターネット検索、計量経済学と機械学習、ビッグデータ、数学に基づく通貨、などに興味を持っている。また、プラットフォーム市場、オンライン広告、産業組織などの関連分野も彼女が取り組む場所となっている。現在は、デジタル化の経済学、マーケットプレイスデザイン、計量経済学と機械学習との共通分野に焦点を絞っている。

### 応用競売の研究
エイシーが経済学に没入する理由となったのが競売である。彼女は競売の研究に全方面で貢献している。繰り返しゲームでの共謀に関するエイシーの理論的研究が競売に適用されている。個人情報を持つ集合に関する彼女の存在定理もそうだが、彼女は競売の計量経済学において重要な実証研究を行なった。彼女はまた、ビジネスと公共政策に大きな影響を与えた研究も企画した。エイシーとジョナサン・レビンは国有林の木材を伐採する権利について、口頭で競り合うことで価格上昇するアメリカ合衆国森林局の競売を調べた。一般的に（競売）対象区域には木材製作できる樹木が数種類含まれている。森林局は検査に基づいて様々な種の割合推定値を公開しており、入札希望者は後から独自検査を行うことができる。入札は多面的で、種それぞれを単位として払うべき総額を競う。その落札者は、森林局の推定割合を活用して各入札者の応札を募った結果で決定される。ただし落札者が支払う実際の金額は、最終的に収穫された正確な金額に入札ベクトルを適用することで計算される（落札者は収穫完了まで2年間を擁する）。割合推定値が森林局の推定と異なる入札者がいた場合、これらの規則が入札を歪める誘因を作ってしまう。入札者の考えている種が森林局の想定よりも希少だとすると入札価格は高騰していく。逆に、入札者の考えている種が森林局の想定よりもありふれて一般的だとすると入札価格は下がってしまう。例えば、2 つの樹木種があって森林局は同比率1:1と推定するも入札者が面積比3:2と考えているとする。その時に($100、$100)と($50、$150)の入札は、森林局の比率だと同金額を生み出すため落札の可能性は同じになるが、前者と後者で入札者の支払予想額は異なる。
競売を扱ったエイシーの最も有名な研究の1つが「公開入札と封印入札の競売比較:木材競売からの理論と証拠」と呼ばれるものである。この論文でエイシーはジョナサン・レビンやエンリケ・セイラと共同研究を行った。彼女と同僚は、競売に参加する効果が重要かどうかをテストして確かめることに興味があった。競売には、公開入札方式と封印入札方式の2種類がある。公開入札方式は最後の相手があきらめて競売が終了するまで入札者同士が絶えず価格を競り上げていくもので、封印入札方式は各々が入札額を書き込んで提出し、そこでの最高額提示者が落札するものである。彼らが使用したデータは、米国森林局による競売だった。結論として、彼らは参加自体が重要であることを発見し、競売手続きで実際に何が実施されるかよりもそれは重要とされた。

### 調査貢献
エイシーの初期の貢献には、不確実性をモデル化する新たな方法（博士論文の主題）や、不確実性を与えられた投資家の行動の理解、競売の振る舞いに関する洞察などがあった。不確実性下での意思決定に関するエイシーの調査は、最適な意思決定の方針が与えられたパラメータに同調する条件に焦点を当てたものだった。彼女は自身の調査結果を当てはめて、競売や他のベイジアンゲームにナッシュ均衡が存在する条件を確立した。
エイシーの研究が競売の開催方法を変えていった。1990年代初頭にエイシーは、競売で米国政府にコンピュータを販売した経験を通じて、過度に寛大な紛争メカニズムの弱点を明らかにし、頻繁な法的紛争の結果として和解が行われた公開入札が実際には談合で溢れていることを発見した。彼女はまた、ブリティッシュコロンビア州の公有材に使用される価格設定システムの設計も支援した。このほか、オンライン広告での競売に関する記事を発表し、検索広告オークションのデザインについてマイクロソフトに助言した。

### 専門的役務
エイシーは『American Economic Review』『Review of Economic Studies』『RAND Journal of Economics』を含む幾つかの主要な学術誌の編集委員を務めているほか、アメリカ国立科学財団の経済学審査員であり、他にも『エコノメトリカ』『Theoretical Economics』『Quarterly Journal of Economics』の編集委員を務めた。彼女は『Journal of Economics and Management Strategy』『American Economic Journal: Microeconomics』の以前の共同編集者である。彼女は2006年北米ウィンター会議のプログラム委員会の委員長を務め、計量経済学会、アメリカ経済学会など多数の委員を務めた。彼女はオバマ大統領任期時のアメリカ国家科学賞委員会の委員である。
さらに学術系委員会の専門役務以外でも、彼女は「技術エコノミスト」として数年間マイクロソフト社の首席経済顧問を務め、マイクロソフトリサーチの顧問研究員でもあった。彼女は2020年末現在、エクスペディア、レンディングクラブ、ローバー、トゥーロ、リップルの取締役であり、非営利組織Innovations for Poverty Actionの役員である。他にも彼女はブリティッシュコロンビア州森林省の相談役を長年務め、競売ベースの価格設定システムの構築および実装を支援している。エイシーは、スタンフォード経営大学院のGolub Capital Social Impact Labを創設した所長であり、スタンフォードにある人工知能研究所(Stanford Institute for Human-Centered Artificial Intelligence)の副所長である。2023年にアメリカ経済学会会長を務めた。

## 受賞と栄誉

### 学術系
- デューク大学のAlice Baldwin Memorial奨学金(1990-1991)
- チー・オメガ財団のMary Love Collins奨学金(1991-1992)
- スタンフォード大学経営大学院のJaedicke奨学金(1992-1993)
- アメリカ国立科学財団の大学院研究奨学生(1991-1994)
- State Farm論文賞の経営部門(1994)
- State Farm論文賞(1995)
- エレイン・ベネット研究賞(2000) -この賞は何らかの分野で優れた貢献をした若い女性経済学者に隔年で授与される。
- 計量経済学会フェロー (2004)
- ジョン・ベイツ・クラーク賞(2007)
- アメリカ芸術科学アカデミー会員 (2008)[11]
- スタンフォード大学のLeiberman研究奨学生
- 米国科学アカデミーに選出 (2012)
- デューク大学名誉学位 (2009)[12]
- 計量経済学会のフィッシャー=シュルツ講演(2011)
- ジャン=ジャック・ラフォント賞 (2016)[13]
- ジョン・フォン・ノイマン賞(2019)[14]
- CMEグループのMSRI賞 (2019)[15]

### 学術以外
- キルビー・アワード財団のヤング・イノベーター賞(1998)
- 多彩なMBAトップ100（50位以下のDiverse Executives）に選出
- Fast Company誌によるビジネス分野で最も創造的な人物100選
- 世界経済フォーラムのヤング・グローバル・リーダーに選出(2008)
- マイクロソフトリサーチのコラボレーター賞 (2016)

## 主な出版物
- Athey, Susan (2002). “Monotone Comparative Statics Under Uncertainty”. Quarterly Journal of Economics 117 (1):  187-223. doi:10.1162/003355302753399481.
- Athey, Susan (2001). “Single Crossing Properties and the Existence of Pure Strategy Equilibria in Games of Incomplete Information”. Econometrica 69 (4):  861-890. doi:10.1111/1468-0262.00223.